# Gervase River
Der Gervase River ist ein Fluss im Südwesten des australischen Bundesstaates Western Australia.

## Geografie
Der Fluss entspringt rund fünf Kilometer südlich von Worsley im Nordwestteil des Wellington-Nationalparks. Von dort fließt er nach Süden und mündet in den nordwestlichen Arm des Wellington Reservoirs und damit in den Collie River.